# Lithocarpus brevicaudatus
Lithocarpus brevicaudatus är en bokväxtart som först beskrevs av Sidney Alfred Skan, och fick sitt nu gällande namn av Bunzo Hayata. Lithocarpus brevicaudatus ingår i släktet Lithocarpus och familjen bokväxter. Inga underarter finns listade.